# Federal Correctional Institution, Victorville
Federal Correctional Institution, Victorville (FCI Victorville) är tre federala fängelser och är belägna i Victorville, Kalifornien i USA. De är del av fängelsekomplexet Federal Correctional Complex, Victorville.
FCI Victorville består av:
- Federal Correctional Institution, Victorville Medium I – Mansfängelse med medel säkerhet och ett kvinnofängelse (Federal Prison Camp Victorville[5]) med den federala säkerhetsnivån för öppen anstalt. De har tillsammans totalt 1 833 intagna.[1]
- Federal Correctional Institution, Victorville Medium II – Fängelse med medel säkerhet och har 1 104 intagna.[2]